# Pedro António da Gama Freitas
Pedro António da Gama Freitas (?, Portugal — Lisboa, Portugal) foi um militar e administrador colonial português.

## Biografia
No Brasil, foi sargento-mor de infantaria, a partir de 10 de abril de 1769, nomeado pelo Marquês do Lavradio, vice-rei do Brasil sediado no Rio de Janeiro.
Em 1771, obteve autorização para voltar a Portugal. Voltando ao Brasil, respondeu interinamente como governador da Capitania de Minas Gerais, de 13 de janeiro de 1775 a 29 de maio de 1775.
Foi nomeado governador da Capitania de Santa Catarina, por carta régia de 5 de junho de 1775, assumindo o governo de 5 de setembro de 1775 a 23 de fevereiro de 1777.
Entrou em conflito com o General Antônio Carlos Furtado de Mendonça, responsável pela defesa militar da Ilha de Santa Catarina, por intrometer-se nos assuntos militares e ordenar a suspensão de obras em andamento na Fortaleza de São José da Ponta Grossa.
Na noite de 23 de fevereiro de 1777, soldados espanhóis comandados por Pedro de Cevallos desembarcam no norte da Ilha de Santa Catarina (atual Canasvieiras), e avançaram até o sul. Pedro foi deposto logo após a invasão, entregando com vergonhosa capi

tulação a capitania.